# 창복회
창복회(昌福会, 昌福會)는 조선귀족에 의해 설립된 재단법인이다.

## 같이 보기
- 박영효